# Relaxer
Relaxer (стилизовано как RELAXER) — третий студийный альбом британского инди-рок коллектива alt-J, выпущен 2 июня 2017 лейблами Infectious Music и Atlantic Records. Изначально релиз альбома был запланирован на 9 июня 2017, но группа позднее решила выпустить альбом на неделю раньше.
Группа записала альбом RELAXER в Лондоне с продюсером Чарли Эндрю, который также продюсировал первые два альбома alt-J. Песни, вошедшие в альбом, были сочинены не только во время его записи, но и в те годы, когда участники группы учились в Лидском университете. В шести из восьми композиций альбома присутствуют струнные партии, исполненные оркестром London Metropolitan Orchestra. В RELAXER вошла «House of the Rising Sun» - традиционная народная мелодия в новой аранжировке, дополненная куплетами за авторством группы. «3WW» и «Deadcrush» были записаны при участии вокалистки Wolf Alice Элли Роуселл, в композиции «Last Year» участвовала английская певица Марика Хакман, которая также пела на предыдущем альбоме alt-J.
Для продвижения альбома были выпущены синглы «3WW», «In Cold Blood», «Adeline», «Deadcrush» и «Pleader»; на все эти песни, кроме «Adeline», alt-J опубликовали клипы. По просьбе группы японский художник Осаму Сато создал онлайн-игру, основанную на его собственной игре для PlayStation LSD: Dream Emulator. Обложка альбома представляет собой скриншот игры Сато. Мировой тур в поддержку альбома начался 10 июня с представлений на фестивалях Glastonbury и Lollapalooza. Relaxer был номинирован на Mercury Prize за 2017 год. Мини-альбом ремиксов Reduxer на песни Relaxer вышел 28 сентября 2018 года.

## Предыстория и работа над альбомом

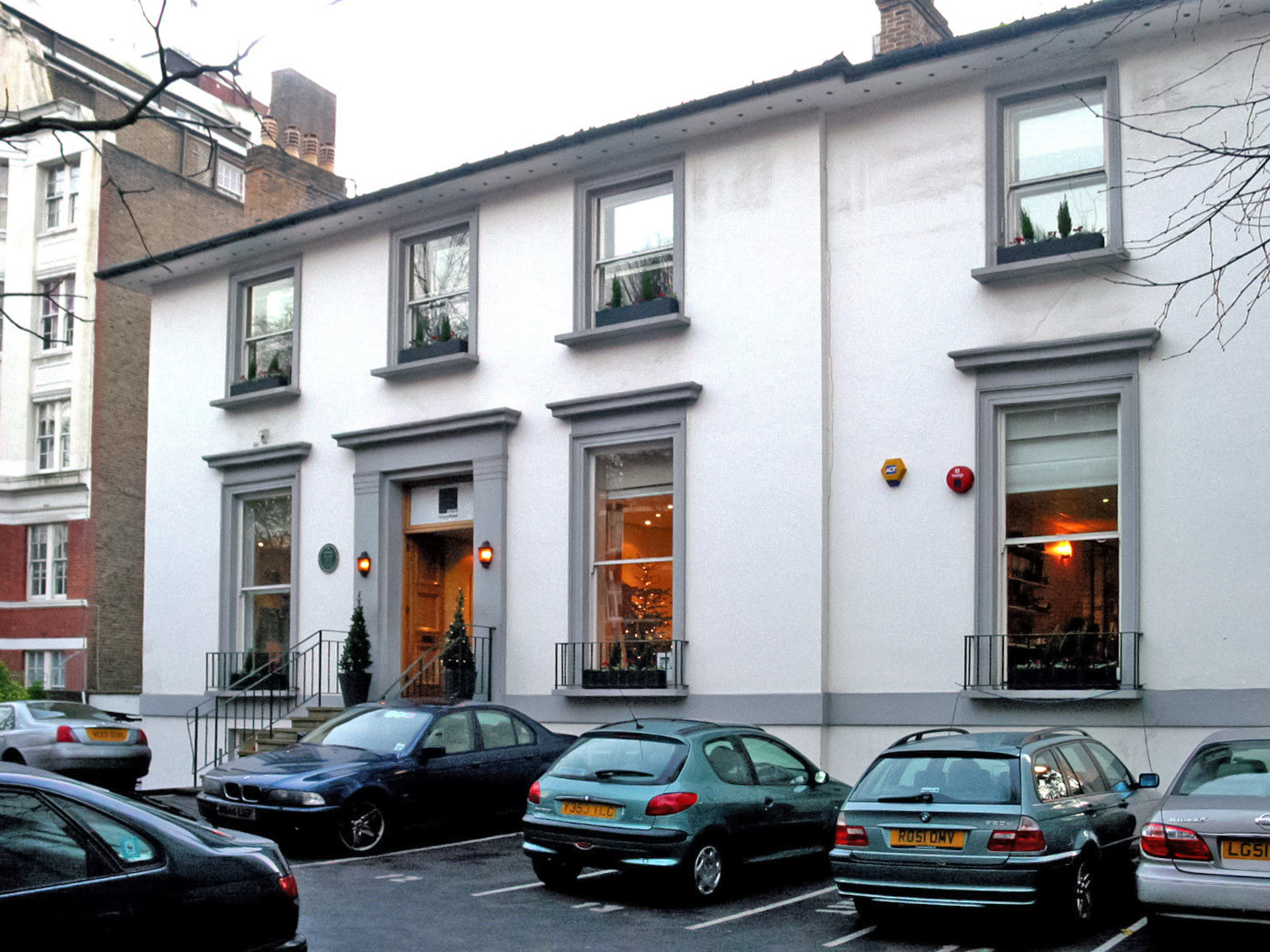
Группа записывала струнные и духовые партии в знаменитой лондонской студии Abbey Road Studios (на картинке)

Второй альбом alt-J под названием This Is All Yours вышел в 2014 году. Эта пластинка имела коммерческий успех и поднялась на первое место британского хит-парада. В сентябре 2014 года начался музыкальный тур, в котором группа впервые выступала без басиста Гвила Сейнсбури, покинувшего группу в этом году и не принимавшего участия в записи This Is All Yours. В декабре 2015 года alt-J отыграли финальные шоу в поддержку второго альбома. По возвращении в Лондон, группа взяла перерыв от написания песен и гастролей. Ударник Том Грин выпустил дебютный сольный альбом High Anxiety 19 августа 2016, клавишник Гас Ангер-Гамильтон открыл свой поп-ап ресторан, вокалист Джо Ньюман использовал свой перерыв для того, чтобы смотреть фильмы.
Позже группа собралась и начала запись альбома в августе 2016.

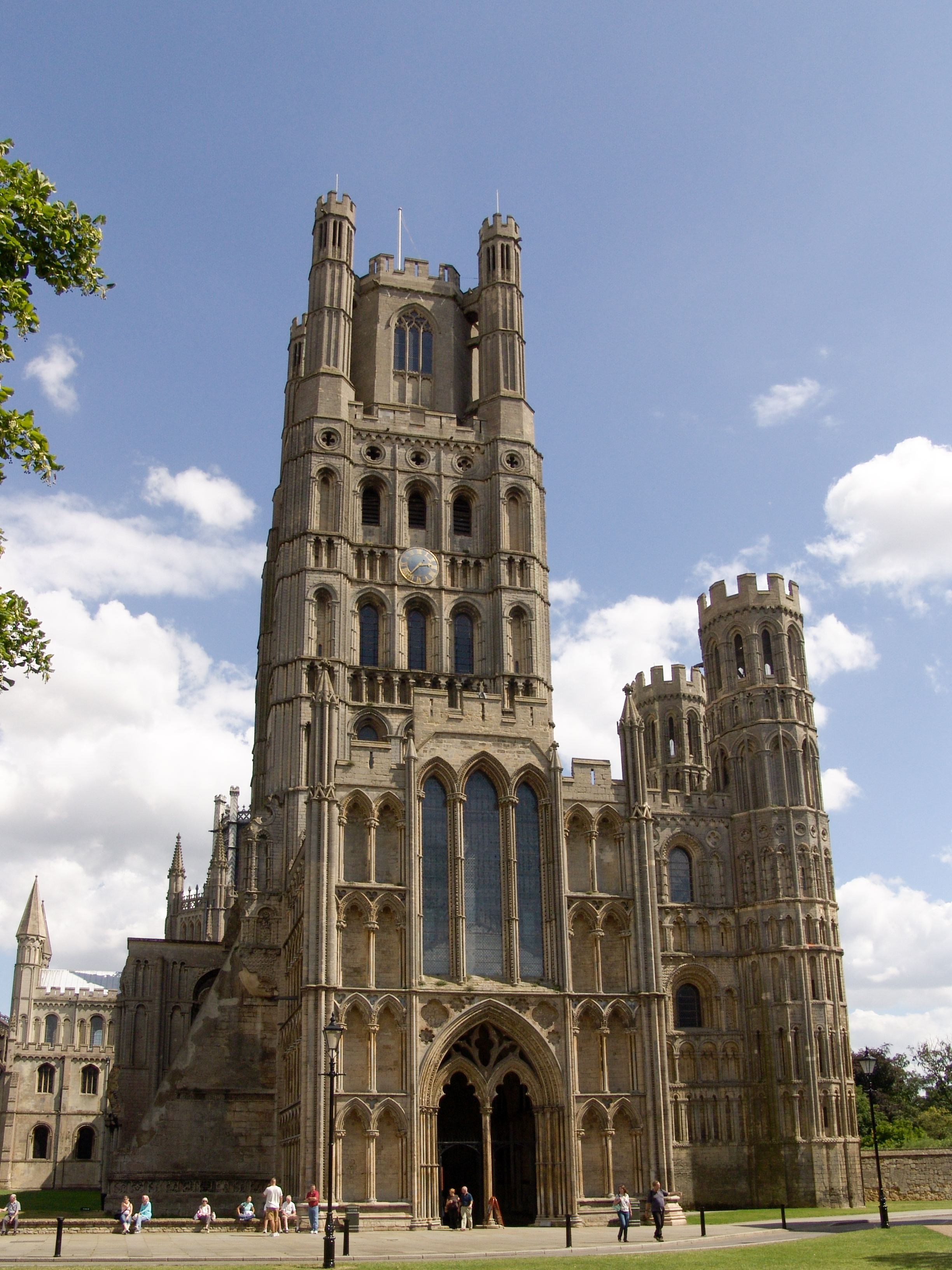
Во время работы над Relaxer alt-J экспериментировали с записью вне студии. Они посетили собор в Или (на картинке) в Кембриджшире, чтобы записать хор мальчиков при соборе

В ноябре 2016 alt-J отправились в Или, соборный город в Кембриджшире, чтобы записать орган и местный хор мальчиков, членом которого в юности был Гас Ангер-Гамильтон. Они также записали звуки огня чугунных обогревателей собора и звуки шагов посетителей.
Группа записала струнные партии для «3WW» и «Adeline» и духовые партии для «In Cold Blood» в знаменитой лондонской студии Abbey Road Studios в Вестминстере, этот процесс был запечатлён в их Instagram в январе 2017.

## Музыка и слова
В «In Cold Blood» был использован «переплетающийся вокал», подкрепляемый вспышками духовой секции и электронными звуками цифрового пианино Casiotone, которое было куплено группой всего за £1.05 на площадке eBay.
Как уже говорилось выше, «House of the Rising Sun» это народная песня в новой аранжировке. У alt-J она начинается с традиционного припева и немного измененного первого куплета из версии Вуди Гатри. Второй куплет - оригинальный, его написал Джо Ньюман. Песня построена вокруг отдельного припева, написанного участниками группы.
Композиция «Hit Me Like That Snare» - этакий гаражный рок, вдохновлённый песней «Decks Dark» группы Radiohead. Это песня о человеке, который в погоне за ощущениями отправляется в отель любви, где бродит из комнаты в комнату.
Рецензентка The Guardian отметила схожесть композиции «Deadcrush» с музыкой Nine Inch Nails,  в то время как в журнале PopMatters ее сравнили с творчеством Depeche Mode.
Песня «Last Year» это нежная «акустическая колыбельная» (англ. «acoustic lullaby»), которую завершает соло фагота. В первой половине Джо Ньюман поет от лица человека, переживающего ухудшение психического здоровья в 2016 году. Песня спета в хронологическом порядке, с перечислением всех месяцев и последующей рефлексией лирического героя. Во второй части вступает Марика Хакман - ей досталась роль бывшей подруги героя, расставшейся с ним в январе и теперь поющей на его похоронах в декабре.
В композиции «Pleader» особенно выделяются струнные оркестра и испанская гитара. Ее текст основан на сюжете книги Ричарда Луэллина Как зелена была моя долина, в которой рассказывается о маленьком поселении горняков в Уэльсе XIX века. Название книги повторяется рефреном на протяжении песни. По структуре «Pleader» являет собой гимн, для записи которого были привлечены хор мальчиков и орган собора в Или, придавшие песне «церковное ощущение» (англ. «church feeling»). Ангер-Гамильтон описал ее как «пасторальное празднование в честь времени, которого больше нет, которое прошло» (англ. «pastoral celebration of a time that's no longer, a time that's gone»).
Изначально название Relaxer носила песня барабанщика Тома Сонни Грина, позже это слово употреблялось в одном из ранних вариантов текста «Deadcrush». Грин посчитал, что это название подойдет к альбому в целом.

## Продвижение и релиз
Третьего марта 2017-го alt-J разместили у себя в соцсетях одноминутное видео с новой музыкой, видеоряд при этом был взят из видеоигры 1998 года LSD. Видео называлось «00110011 01110111 01110111», что в расшифровке с двоичного кода означает «3ww». Шестого марта 2017 года группа анонсировала, что 9 июня 2017 года выйдет новый альбом, получивший название Relaxer; в этот день был опубликован первый сингл - песня «3WW». 29 марта 2017 группа представила песню «In Cold Blood» в шоу на BBC Radio 1. В тот же день ее выпустили официально в качестве второго сингла с альбома. Группа также объявила, что альбом выйдет на неделю раньше запланированной даты, а именно 2 июня 2017 года. Третий сингл, «Adeline», был выпущен 24 мая 2017 года. 12 июля одновременно с клипом вышел «Deadcrush» - четвертый и последний сингл с альбома.
Клип на песню 3WW» вышел 13 апреля 2017. Музыкальное видео для песни «In Cold Blood» было выпущено 9 мая 2017 года; закадровый голос в нем принадлежит Игги Попу.
19 мая 2017, alt-J исполнили «3WW» и «In Cold Blood» в шестом эпизоде телешоу Later... with Jools Holland, с приглашенной вокалисткой Элли Роуселл на «3WW». 18 апреля 2017, alt-J исполнили «In Cold Blood» в 656-м эпизоде The Tonight Show Starring Jimmy Fallon. В представлении присутствовала духовая секция и участвовал Questlove, барабанщик группы The Roots. 5 июня 2017 года alt-J исполнили «In Cold Blood» в шоу Conan.

## Обложка
Обложка Relaxer и прочие изображения, использованные для промо альбома, взяты из видеоигры, созданной  японским художником Осаму Сато. Поиграть в нее можно на сайте alt-J.

## Критика
| Совокупная оценка    | Совокупная оценка |
| Источник             | Оценка            |
| -------------------- | ----------------- |
| AnyDecentMusic?      | 6.7/10            |
| Metacritic           | 65/100            |
| Оценки критиков      |                   |
| Источник             | Оценка            |
| AllMusic             | [ 33 ]            |
| Consequence of Sound | C                 |
| Clash                | 8/10              |
| The Daily Telegraph  | [ 36 ]            |
| The Guardian         | [ 14 ]            |
| NME                  | [ 37 ]            |
| Pitchfork            | 4.5/10            |
| Q                    | [ 39 ]            |
| Rolling Stone        | [ 40 ]            |
| Uncut                | 6/10              |

На сайте-агрегаторе Metacritic, Relaxer получил средний балл 65 из 100, основываясь на оценках 27 различных обзоров. Главный критик из издания The Daily Telegraph Нил Маккормик нашел альбом «глубоко великолепным и напрочь сбивающим с толку», назвав его «поп-музыкой эпохи Интернета» с «бесконечным поглощением стольких различных музыкальных стилей, продуктом технологии компьютерной записи, с помощью которой он и был создан». Лиза Райт из DIY похвалила альбом, заявив, что alt-J «создали, возможно, самую удивительную оригинальную нишу в современной музыке». Кайл Маллин из издания Under the Radar похвалил разнообразие альбома: «Этот всеобъемлющий подход делает Relaxer поначалу немного головокружительным и трудным для восприятия, но всё же вы сразу будете очарованы и заинтригованы его характерными сочетаниями. И как только вы прослушаете его еще несколько раз, многие из его разнообразных песен проникнут в ваши уши как одни из лучших инди-рок-предложений этого лета».
В негативном обзоре Джейсон Грин из Pitchfork сказал: «Правда в том, что у alt-J никогда не было идентичности, если не считать искажённых текстов Ньюмана и суетливых, отвлекающих аранжировок их песен. RELAXER показывает нам, что остается после того, как эти причуды исчезают: несколько совершенно приятных, и невероятно пустых парней, которые понятия не имеют, почему они стоят перед вами и еще меньше знают, что сказать».

## Список песен
Слова и музыка всех песен — Джо Ньюман (Joe Newman), Гас Ангер-Гамильтон (Gus Unger-Hamilton) и Том Сонни Грин (Thom Sonny Green), за исключением «House of the Rising Sun» и «Adeline».
| №                   | Название                  | Автор(ы)                                                      | Длительность |
| ------------------- | ------------------------- | ------------------------------------------------------------- | ------------ |
| 1.                  | «3WW»                     |                                                               | 5:00         |
| 2.                  | «In Cold Blood»           |                                                               | 3:26         |
| 3.                  | «House of The Rising Sun» | Народная                                                      | 5:20         |
| 4.                  | «Hit Me Like That Snare»  |                                                               | 3:37         |
| 5.                  | «Deadcrush»               |                                                               | 3:52         |
| 6.                  | «Adeline»                 | Joe Newman, Gus Unger-Hamilton, Thom Sonny Green, Hans Zimmer | 5:50         |
| 7.                  | «Last year»               |                                                               | 6:06         |
| 8.                  | «Pleader»                 |                                                               | 5:48         |
| Общая длительность: | Общая длительность:       | Общая длительность:                                           | 38:59        |

## Участники записи
Участники указаны согласно информации на Tidal и Discogs
| - Джо Ньюман — гитара, вокал, бас-гитара - Гас Ангер-Гамильтон — клавиши, вокал - Том Грин — ударные, перкуссия - Элли Роуселл — вокал (1, 5) - Марика Хакман — вокал (7) - Хинако Омори — бэк-вокал (4) - Хор мальчиков собора в Или — хор (8) - London Metropolitan Orchestra — струнные (1, 3, 5-8) - Джо Оукленд — труба (2) - Мартин Уильямс — тенор-саксофон (2) - Трэвор Майрс — тромбон (2) - Майк Кирси — тромбон (2) - Эйдриэн Хэллоуэл — тромбон (2) | - Чарли Эндрю — продюсирование, сведение, звукоинженеринг, музыкальное программирование - Брет Кокс — звукоинженеринг - Джей Покнелл — звукоинженеринг - Стефано Киветта — ассистент звукоинженера - Пол Причард — ассистент звукоинженера - Грэм Болдуин — ассистент звукоинженера - Дик Битам — мастеринг - Осаму Сато |

## Чарты
| Чарты(2017)                       | Наивысшая позиция |
| --------------------------------- | ----------------- |
| Австралия (ARIA)                  | 4                 |
| Австрия (Ö3 Austria)              | 4                 |
| Бельгия/Фландрия (Ultratop)       | 4                 |
| Бельгия/Валлония (Ultratop)       | 7                 |
| Канада (Canadian Albums Chart)    | 7                 |
| Чехия (ČNS IFPI)                  | 23                |
| Нидерланды (Album Top 100)        | 12                |
| Франция (SNEP)                    | 11                |
| Германия (Offizielle Top 100)     | 13                |
| Ирландия (IRMA)                   | 9                 |
| Италия (Classifica album)         | 25                |
| Новая Зеландия (RMNZ)             | 12                |
| Португалия (AFP)                  | 23                |
| Шотландия (Scottish Albums Chart) | 8                 |
| Испания (PROMUSICAE)              | 43                |
| Швеция (Sverigetopplistan)        | 47                |
| Швейцария (Schweizer Hitparade)   | 3                 |
| Великобритания (UK Albums Chart)  | 6                 |
| США (Billboard 200)               | 14                |

## История релизов
| Регион                  | Дата        | Форматы                            | Лейбл               | Ист.   |
| ----------------------- | ----------- | ---------------------------------- | ------------------- | ------ |
| Европа                  | 2 июня 2017 | CD кассеты цифровая загрузка винил | Infectious Atlantic | [ 46 ] |
| Япония                  | 2 июня 2017 | CD кассеты цифровая загрузка винил | Infectious          | [ 46 ] |
| Соединённое Королевство | 2 июня 2017 | CD кассеты цифровая загрузка винил | Infectious          | [ 46 ] |
| Соединённые Штаты       | 2 июня 2017 | CD кассеты цифровая загрузка винил | Infectious Atlantic | [ 46 ] |